# Slobozia-Cremene, Soroca
Slobozia-Cremene este un sat din cadrul comunei Vărăncău din raionul Soroca, Republica Moldova.
A fost întemeiat în anul 1859 cu denumirea Cremina, însă după o inundație din 1932 alte noi familii din satele vecine s-au strămutat aici formând „Satul Nou”, sau Slobozia-Cremene, primind din partea administrației românești de atunci câte 10 ari de pământ.
Atestat în 1859 cu denumirea  Cremina   (Slobozia Stoicani, Izvoarele Stoicanilor), ca Slobozie răzășească (Spiski,48). În 1922 - Cremenea - 43 locuitori primesc 97 ha din moșiile expropriate; 1923 - Cremene - apare poșta rurala; 1930 - Cremene-82 gospodarii, 287 locuitori. În 1932, după marile inundații din lunca Nistrului, încoace trec sinistrații din Slobozia-Vărăncău și întemeiază cătunul Slobozia, care mai apoi se va uni cu Cremenea, denumindu-se Slobozia-Cremene. În perioada Sovietică aici era sediul colhozului "Octombrie", școala de 8 ani, casa de cultură, bibliotecă, punct medical, maternitate, oficiu poștal, cafenea, magazine, creșă-grădiniță.
În 2002 în sat erau 574 gospodării, 1365 locuitori, SRL „Prietenia-Agro”, gimnaziu, centru de sănătate, casă de cultură, bibliotecă, oficiu poștal, centrală telefonică, cafenea, creșă-grădiniță, biserica Nașterea Domnului construită în 1897 de către locuitorii satului.

## Demografie

### Structura etnică
Structura etnică a satului conform recensământului populației din 2004:
| Grup etnic         | Populație |
| ------------------ | --------- |
| Moldoveni / Români | 1.452     |
| Ucraineni          | 7         |
| Ruși               | 2         |
| Total              | 1.461     |